# 麗頰項鰭鯰
麗頰項鰭鯰，為輻鰭魚綱鯰形目項鰭鯰科的其中一種，為熱帶淡水魚類，分布於南美洲亞馬遜河、奧里諾科河及圭亞那沿岸淡水流域，體長可達24.4公分，棲息在底層水域，生活習性不明。